# Paso Las Leñas

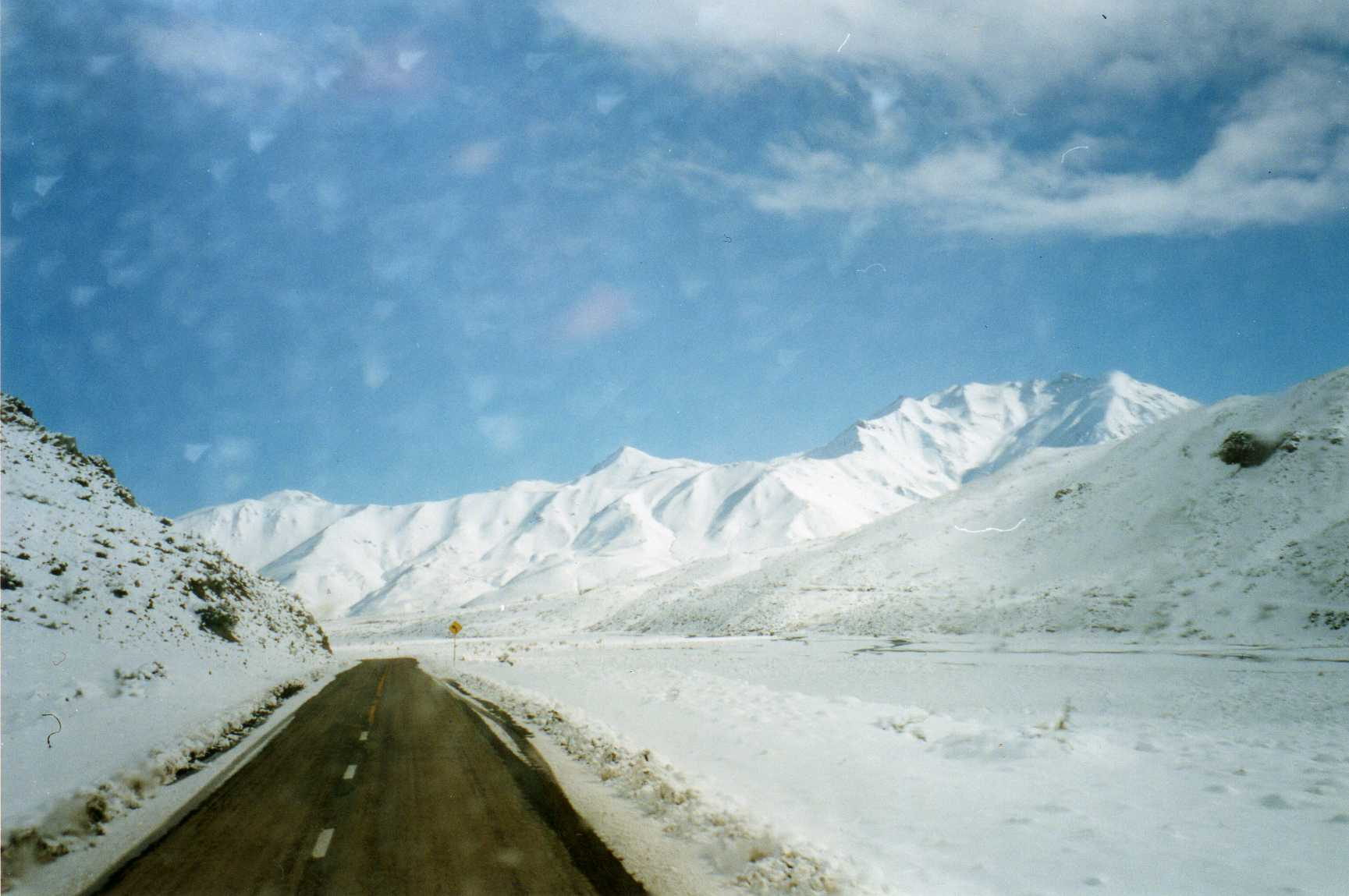
Camino a Las Leñas, Provincia de Mendoza.

El Paso Las Leñas será un paso fronterizo que unirá la Provincia de Mendoza en la República Argentina y la Región de O'Higgins en la República de Chile. Toma el nombre de Las Leñas, localidad cordillerana ubicada en el lado argentino.

## Características
Este proyecto contempla la construcción de un corredor que unirá las ciudades de San Rafael por el lado argentino y Rancagua por el lado chileno, a través de la construcción de un tramo de 13 kilómetros de vía en el lado chileno y unos 60 kilómetros en el lado argentino. Además, se contempla crear un túnel que cruzará la Cordillera de los Andes, de 13 kilómetros de largo, a una altitud de aproximadamente 2050 m s. n. m.
De acuerdo a diversos estudios y recomendaciones, el paso Las Leñas mejorará el transporte de carga entre ambas naciones y permitiría una fluidez de paso de 365 días del año, siendo una alternativa al paso Los Libertadores, que por razones climáticas está cerrado varias veces el año.

## Historia
Esta iniciativa es uno de los varios proyectos que se vienen preparando desde la década de 1990 entre ambos países; para tal efecto se ha creado una comisión binacional llamada «Ebileñas», quién se encargará del control y supervisión de dicho proyecto. En 1998 el paso fue recomendado en el marco del Estudio Técnico Complementario del Corredor Alternativo al Paso del Cristo Redentor entre Chile y Argentina, desarrollado por un consorcio de empresas internacionales y encargado por la Dirección Nacional de Vialidad de Argentina y la Dirección de Vialidad del Ministerio de Obras Públicas de Chile.